# Michelle Coy
Pour les articles homonymes, voir Coy.
Michelle Coy,  (née le 22 novembre 1971) est une ancienne bobeuse britannique qui a concouru de 1993 à 2002. Elle est surtout connue pour sa troisième place au classement général de l'épreuve féminine de la Coupe du monde de bobsleigh 1998-1999.
Coy a rejoint la Royal Air Force en 1990, et a commencé à concourir en bobsleigh après avoir suivi des cours de la RAF, à la suite de l'observation des épreuves lors des Jeux olympiques d'hiver de 1992 à Albertville.
Elle a terminé 11e dans l'épreuve pour deux femmes aux Jeux olympiques d'hiver de 2002 à Salt Lake City.